# 莊得
莊得（？—？），明朝軍事將領。
莊得擔任都指揮使，跟從宋忠。懷來戰役后，宋忠戰死，部隊由莊得率領。當時跟從盛庸在夾河參戰，并斬殺燕軍大將譚淵。之後燕王朱棣派遣騎兵偷襲，莊得力戰而死。